# 中华人民共和国出入境边防检查机关
中华人民共和国出入境边防检查机关，简称中国边检，是中华人民共和国的对外口岸执法检查队伍，属人民警察编制，由国家移民管理局管理。
中国边检机关担负着维护国家主权、安全和社会秩序、管理人员和交通运输工具出入境的重要职责。中国边检机关业务工作主要由省、自治区、直辖市出入境管理部门负责，国家移民管理局垂直领导的各省级行政区出入境边防检查总站。国家移民管理局在中华人民共和国对外开放口岸共计设立了270多个出入境边防检查站，涵盖空港、海（河）港和陆路三大类型口岸。

## 历史

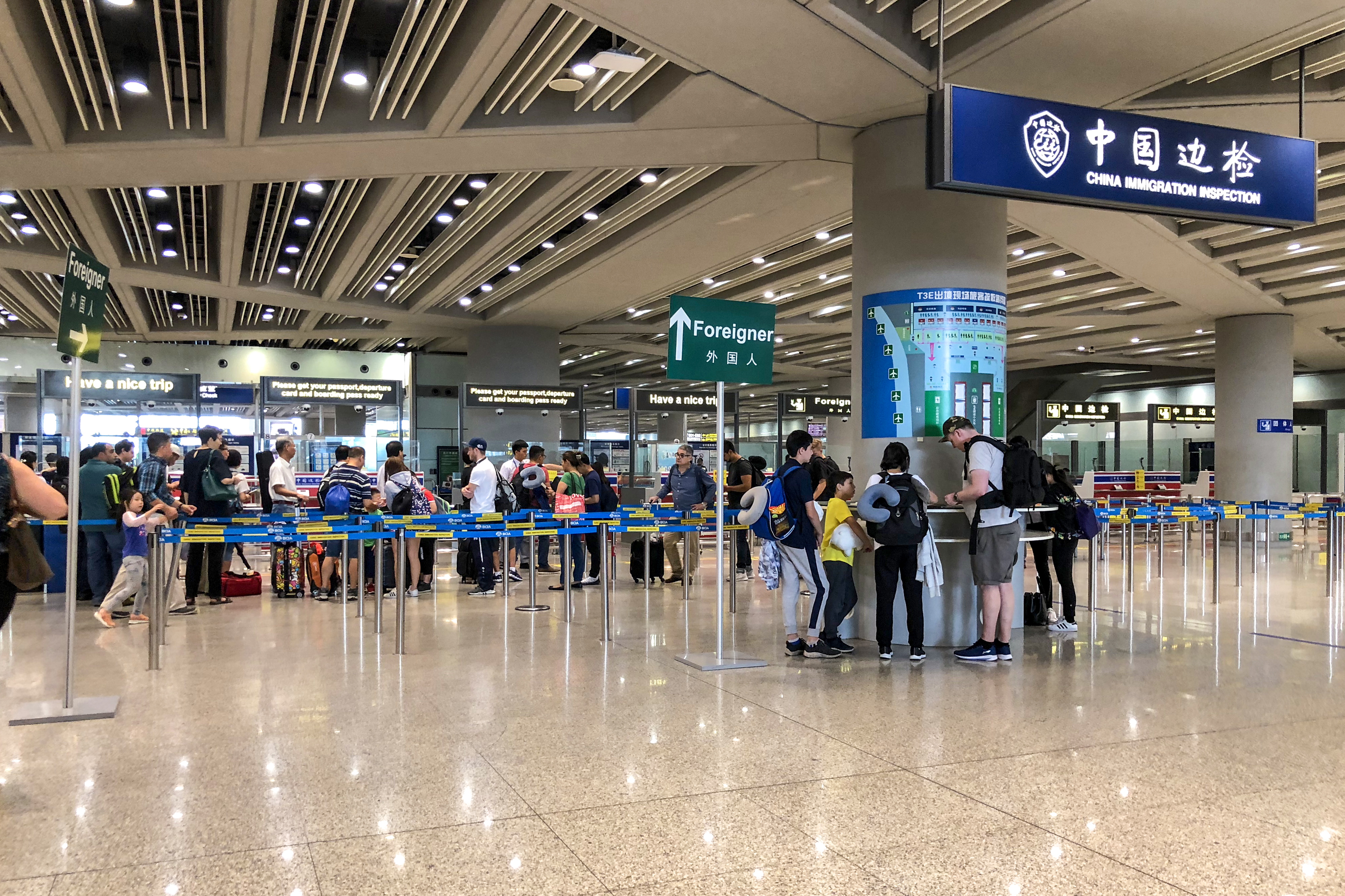
北京首都国际机场内的出入境边防检查通道（摄于2018年）

根据《国务院关于北京等九城市边防检查职业化改革试点方案的批复精神》（国函[1997]76号）文件要求，1998年，北京、天津、上海、广州、深圳、珠海、厦门、海口、汕头九座城市边防检查机构人员编制由现役制改编为职业制人民警察，着人民警察制服；其余省、自治区、直辖市的边检机构人员编制依然为现役制（隶属公安边防部队），着武警制服；两支边检人员队伍编制虽然着装不同，但所承担的职责、任务、以及在口岸的执法权限和方式完全相同。
2011年，根据中央编办批复，深圳边检总站等7个职业化边防检查总站规格由副厅级调整为正厅级，机构隶属关系和人员编制不变。
2018年3月21日，中共中央印发的《深化党和国家机构改革方案》提出，公安边防部队不再列武警部队序列，全部退出现役。
2019年1月1日，公安边防部队举行集体换装仪式，至此全国各地边检机构人员编制全部改编为职业制，制服左侧胸章标注字样统一为“移民局”（在2019年1月之前，北京、天津、上海、广州、深圳、珠海、厦门、海口、汕头的边检机构人员制服左侧胸章标注字样为“边检”）。在此次机构改革中，原公安边防部队各省级总队整体转隶并集体退出现役，调整组建省（区）出入境边防检查总站，加挂所在省（区）公安厅边境管理总队牌子，由国家移民管理局垂直管理。撤销汕头出入境边防检查总站、广东省、福建省、海南省公安边防总队，其下辖出入境边防检查站分别由广州出入境边防检查总站、深圳出入境边防检查总站、珠海出入境边防检查总站、厦门出入境边防检查总站接收以及海口出入境边防检查总站接收。改革后，国家移民管理局领导管理33个出入境边防检查总站。

## 职责
1. 对出境、入境的人员及其携带的行李物品、交通运输工具及其载运的货物实施边防检查；
2. 按照国家有关规定对出境、入境的交通运输工具进行监护；
3. 对口岸的限定区域进行警戒，维护出境、入境秩序；
4. 执行主管机关赋予的和其他法律、行政法规规定的任务。

## 编制

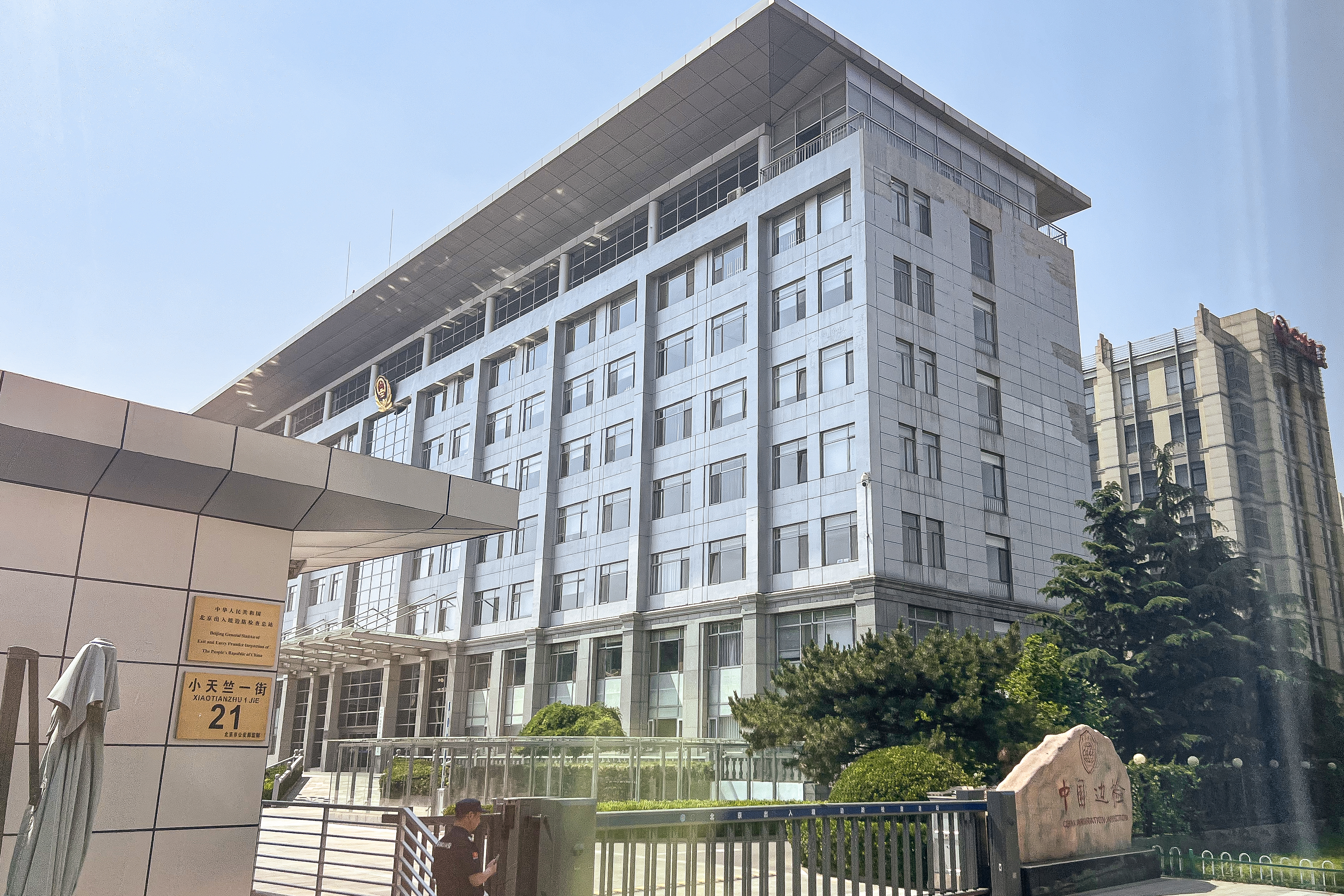
北京出入境边防检查总站，挂有中华人民共和国人民警察警徽

根据有关规定，国家移民管理局管理领导各省级出入境边防检查总站。边检总站行政级别为正厅级。具体组成如下：
- 北京出入境边防检查总站
- 天津出入境边防检查总站
- 上海出入境边防检查总站
- 广州出入境边防检查总站
- 深圳出入境边防检查总站
- 珠海出入境边防检查总站
- 厦门出入境边防检查总站
- 海口出入境边防检查总站
- 重庆出入境边防检查总站
- 河北出入境边防检查总站
- 山西出入境边防检查总站
- 吉林出入境边防检查总站
- 辽宁出入境边防检查总站
- 黑龙江出入境边防检查总站
- 陕西出入境边防检查总站
- 甘肃出入境边防检查总站
- 青海出入境边防检查总站
- 山东出入境边防检查总站
- 浙江出入境边防检查总站
- 河南出入境边防检查总站
- 湖北出入境边防检查总站
- 湖南出入境边防检查总站
- 江西出入境边防检查总站
- 江苏出入境边防检查总站
- 安徽出入境边防检查总站
- 四川出入境边防检查总站
- 贵州出入境边防检查总站
- 云南出入境边防检查总站
- 内蒙古出入境边防检查总站
- 新疆出入境边防检查总站
- 宁夏出入境边防检查总站
- 广西出入境边防检查总站
- 西藏出入境边防检查总站

## 形象标识

2024年12月1日前的中国边检职业标志（“中国边检”四字由启功题写）

中国边检服务品牌形象“天天”于2012年8月19日在全国200多个大、中城市边检机关正式亮相，在全国各对外开放口岸统一启用。
中国边检服务品牌的核心价值是友好、高效、专业，定位为“中国边检 阳光国门”。品牌形象“天天”采用拟人化的现代卡通元素设计，盾形轮廓体现了边检机关的公安职业属性；光环型头冠寓意着阳光国门、阳光服务；桔黄色的主色调、微笑的表情和张开的双手传递着中国边检机关对服务对象的热情和友好；中华民族独特问候语“你好”的中文及其汉语拼音（nihao）标识为宣传口号，向国际社会、广大出入境人员发出了诚挚问候。
2024年12月1日起，国家移民管理局依据中华人民共和国国家标准《对外开放口岸边防检查现场标志》（GB 43704—2024），在全国各口岸启用新版对外开放口岸出入境边防检查现场标志。新版主标志由中国移民管理标志和“中国移民管理”中英文字共同组成，取代原有的“中国边检”标志。